# Norman Culpan
Norman Ratcliffe Culpan (* 23. November 1906 in Todmorden; † Februar 2005 in Calderdale) war ein britischer Industrieller und Autorennfahrer.

## Karriere als Rennfahrer
Norman Culpan war ein vermögender Industrieller, dessen Unternehmen in Halifax Stoffe webte. Vor dem Zweiten Weltkrieg bestritt er Motorradrennen. Er fuhr eine Rudge bei der Isle of Man TT 1928 und 1929.
Nach dem Zweiten Weltkrieg hatte er eine kurze Karriere als Autorennfahrer. 1949 borgte er sich von Harold John Aldington einen Frazer Nash High Speed Le Mans Replica, um damit gemeinsam mit Dickie Stoop bei der Mille Miglia zu starten. Bei der Anreise verunfallte der Wagen in der Nähe von Dijon und wurde dabei so schwer beschädigt, das auf einen Rennstart verzichtet werden musste. Somit war das 24-Stunden-Rennen von Le Mans 1949 Culpans erstes Autorennen überhaupt. Ohne jedwede Erfahrung fuhr er den reparierten Frazer Nash gemeinsam mit Aldington. Die beiden Fahrer wechselten sich nach 25 gefahrenen Runden immer wieder ab und erreichten trotz einer nachlassenden Kupplung den überraschenden dritten Rang in der Gesamtwertung. Einen weiteren dritten Endrang schaffte Culpan beim Silverstone International hinter den beiden Jaguar-Piloten Leslie Johnson und Peter Walker.
Auch 1950 startete er beim 24-Stunden-Rennen von Le Mans und beim Silverstone International. Seinen letzten Rennstart hatte er bei der RAC Tourist Trophy 1951, die er als Elfter beendete.

## Statistik

### Le-Mans-Ergebnisse
| Jahr | Team              | Fahrzeug                               | Teamkollege           | Platzierung | Ausfallgrund |
| ---- | ----------------- | -------------------------------------- | --------------------- | ----------- | ------------ |
| 1949 | Mrs. P. Trevelyan | Frazer Nash High Speed Le Mans Replica | Harold John Aldington | Rang 3      |              |
| 1950 | N.R. Culpan       | Frazer Nash High Speed Le Mans Replica | Lt. Cdr. Peter Wilson | Rang 20     |              |